# Медянки
Медя́нки, или гладкие полозы (лат. Coronella), — небольшой род змей семейства ужеобразных, включающий 2 вида, обитающих в Европе, северо-западной Африке (Марокко, Алжире и Тунисе), западной (северный Иран, Малая Азия) и Центральной Азии (запад Казахстана).

## Описание
Имеют средние размеры, в длину не превышая 1 м. Голова более или менее приплюснута и относительно слабо отграничена от туловища. Зрачки имеют округлую форму. Туловище покрыто гладкими чешуями с 1—2 апикальными ямками. Подхвостовые щитки парные. Зубы на верхнечелюстной кости постепенно увеличиваются в размере по направлению назад, причём два последних зуба не отделены диастемой от остальных.

## Образ жизни
Питаются медянки мелкими позвоночными животными. Представители рода размножаются яйцеживорождением.

## Виды
По данным Reptile Database на май 2025 г включает 2 вида:
- Обыкновенная медянка (Coronella austriaca)
- Жирондская медянка (Coronella girondica)